# Richard le Breton
Richard le Breton (o Ricardo el Bretón) fue uno de los cuatro caballeros que asesinaron a Santo Tomás Becket.
Era hijo de Simon Le Bret o Simón Brito de Sampford Brett en Somerset y un vecino cercano de los FitzUrses de Williton. Sirvió en la Casa del hermano de Enrique II, Guillermo X, conde de Poitou.
Durante el ataque a Becket en 1170 por los cuatro caballeros Sir Reginald Fitzurse, Sir Hugo de Morville, Brito y Sir Guillermo de Tracy, se dice que fue Brito quien rompió la espada al cortar la cabeza de Becket.
Tras el asesinato los cuatro caballeros huyeron a Escocia y de allí a Knaresborough Castle en Yorkshire. Los cuatro fueron excomulgados por el papa el día de Pascua de 1171 y les ordenó llevar a cabo peregrinaciones penitenciarias a Tierra Santa.
Brito finalmente se retiró a la isla de Jersey. Una de sus descendientes, Lillie Langtry, fue la amante de Eduardo VII.
Hay una lápida conmemorativa de un le Breton en la iglesia de Santo Tomás en Salisbury, Wiltshire, Inglaterra, entre muchas lápidas conmemorativas y funerarias familiares conservadas.